# Moș Crăciun: Filmul
Moș Crăciun: Filmul (titlu original: Santa Claus: The Movie cunoscut și ca  Santa Claus) este un film de Crăciun american și britanic din 1985 regizat de Jeannot Szwarc. Rolurile principale au fost interpretate de actorii Dudley Moore, David Huddleston și John Lithgow. A avut premiera în America la 27 noiembrie 1985 fiind lansat de TriStar Pictures. Un DVD a fost realizat în 2005 de către Anchor Bay Entertainment, acum cunoscută ca Starz Home Entertainment, cu licență de la deținătorul actual al drepturilor de autor, StudioCanal; cu toate acestea, lansarea home video curentă la aniversarea de 25 de ani (care include și Blu-ray) este distribuită de Lionsgate Home Entertainment, tot sub licență StudioCanal.
Moș Crăciun: Filmul este o încercare simplă de a explora misterele lui Moș Crăciun, obiectivul cheie fiind acela de a răspunde la unele dintre întrebările de bază puse de mulți copii cu privire la mitologia lui Moș Crăciun, cum ar fi zborul renilor lui Moș Crăciun, despre cum el și soția sa au făcut atelierul de la Polul Nord, despre cum Moșul coboară prin coșurile de fum și multe alte lucruri.
Filmul este o cronică a originilor lui Moș Crăciun (David Huddleston), care, împreună cu soția sa Anya (Judy Cornwell), se transformă dintr-un simplu muncitor al secolului al XIV-lea într-un simbol internațional al Crăciunului. În același timp, filmul prezintă, de asemenea, o poveste contemporană, în care unul dintre elfii lui Mos Craciun (denumit alternativ în continuare Vendequm pe ecran), un vizionar pe nume Patch (Dudley Moore), își propune să impună metode noi prin reangajarea creatorilor de jucării ai lui Mos Crăciun fără să știe că în acest fel ar putea ruina magia Crăciunului.

## Prezentare
Cu multe sute de ani în urmă, un tâmplar în vârstă care locuia împreună cu soția sa într-un sat mic, folosea  lemn pentru a construi jucării care să fie donate copiilor în fiecare Crăciun. În Ajunul Crăciunului, încearcă să ajungă la copiii din satele vecine prin pădure cu sania lui mică. Este însă prins într-o furtună de zăpadă. În mijlocul furtunii își pierde cunoștința, la fel și soția sa și cei doi reni ai săi, Donner și Blitzen. Când se trezesc, cei doi sunt întâmpinați de un grup de elfi și cu uimire descoperă că au ajuns la Polul Nord. Așa cum a fost prezis într-o profeție străveche, tâmplarul a fost „comandat” să devină Moș Crăciun și de atunci, în fiecare an, el și cu ajutoarele sale credincioase aduc cadouri copiilor din întreaga lume. În zilele noastre, un elf, Patch, și-a pierdut poziția de asistent al Moșului și crede că acesta nu mai are încredere în el. De aceea, elful Patch dispare de la Polul Nord și ajunge în New York, unde un industriaș rău numit B.Z. se folosește de el pentru a produce jucării pentru copii, totul pentru a se îmbogăți. Moș Crăciun cu ajutorul lui Joe și al Corneliei, doi copii pe care recent i-a întâlnit, îl pot salva pe Patch ca să-l aducă acasă!...

## Distribuție
- Dudley Moore - Patch, un elf creativ, inventiv a cărui pasiune pentru credință în secolul 20 este pusă la încercare pe parcursul poveștii.
- John Lithgow - B.Z., principalul antagonist - un producător de jucării fără scrupule care se folosește de Patch într-o schemă mai mare de a prelua Crăciunul.
- David Huddleston - Moș Crăciun
- Judy Cornwell - Anya Claus
- Burgess Meredith - Ancient One, cel mai bătrân și cel mai înțelept elf
- Jeffrey Kramer - Dr. Eric Towzer, conducător Cercetare & Dezvoltare, omul lui B.Z.
- Christian Fitzpatrick - Joe, un băiat fără adăpost orfan în vârstă de 10 ani, care trăiește pe străzile dure din New York, care se împrietenește cu Moș Crăciun și devine cel mai bun prieten și conștiința Corneliei.
- Carrie Kei Heim - Cornelia,  nepoata de 9 ani a lui B.Z și orfană, care devine conștiința lui Joe si cea mai bună prietenă a sa.
- John Barrard - Dooley, numărul 2 al Moșului la Polul Nord.
- Anthony O'Donnell - Puffy, un elf bărbos care se opune progresului radical al lui Patch
- Melvyn Hayes  - Goober, șef al Departamentului Mașinilor de Cusut.
- Don Estelle - Groot, Bucătarul șef al elfilor.
- Tim Stern - Boog, primul din cei trei cei mai buni prieteni ai lui Patch
- Peter O'Farrell - Honka, al doilea din cei trei cei mai buni prieteni ai lui Patch
- Christopher Ryan - Vout, al treilea din cei trei cei mai buni prieteni ai lui Patch
- Keith Hayden - un Elf.

## Vezi și
- Listă de filme produse de TriStar Pictures